# Открытый чемпионат Нидерландов по снукеру
Открытый чемпионат Нидерландов — пригласительный снукерный турнир, который проходит в Нидерландах.
В этом турнире могут участвовать как профессионалы, так и любители. В общем в Dutch Open, который проходит в De Dieze Snooker Centre (Хертогенбос), принимает участие большое количество снукеристов.
Спонсор турнира — компания InterConnect.

## Победители
| Место проведения | Сезон   | Победитель     | Финалист      | Счёт | Приз победителю |
| ---------------- | ------- | -------------- | ------------- | ---- | --------------- |
| Хертогенбос      | 2004/05 | Бьёрн Ханевеер | Леннон Старки | 6:1  | € 2 750         |
| Хертогенбос      | 2005/06 | Бьёрн Ханевеер | Майкл Холт    | 6:1  | € 4 000         |
| Хертогенбос      | 2006/07 | Майкл Уайлд    | Марк Кинг     | 6:5  | € 4 000         |
| Хертогенбос      | 2007/08 | Майкл Холт     | Бэрри Пинчес  | 6:4  | € 4 000         |
| Хертогенбос      | 2008/09 | Стюарт Бинэм   | Джо Свэйл     | 6:3  | € 3 000         |